# Fotballklubben Bodø/Glimt 2021
Questa voce raccoglie le informazioni riguardanti il Fotballklubben Bodø/Glimt nelle competizioni ufficiali della stagione 2021.

## Stagione
Il Bodø/Glimt ha affrontato l'Eliteserien 2021 da campione in carica, a seguito della vittoria arrivata nella stagione precedente.
Il 21 ottobre 2021, in occasione della 3ª giornata della fase a gironi della Conference League, il Bodø/Glimt ha affrontato la Roma all'Aspmyra Stadion: la partita si è conclusa con un sorprendente 6-1 in favore dei padroni di casa. L'incontro è stato considerato come uno dei migliori mai disputati dalla compagine norvegese, nonché la peggior sconfitta subita dall'allenatore avversario José Mourinho nel corso dell'intera carriera.
Il Bodø/Glimt ha chiuso il campionato al 1º posto finale, vincendo il titolo per la seconda stagione consecutiva.
Il 7 aprile 2022, nell'andata dei quarti di finale della Conference League contro la Roma, all'Aspmyra Stadion, i padroni di casa si sono imposti con il punteggio di 2-1. Al termine dell'incontro, negli spogliatoi, si è scatenato un parapiglia tra l'allenatore del Bodø/Glimt, Kjetil Knutsen, ed il preparatore dei portieri dei giallorossi, Nuno Santos: è stato necessario l'intervento della polizia per calmare gli animi. A seguito di questo episodio, l'UEFA ha provvisoriamente squalificato i due in vista della partita di ritorno, da disputarsi allo stadio Olimpico, in attesa di ulteriori elementi per fare chiarezza sul caso. Il 14 aprile, la Roma ha vinto la partita di ritorno col punteggio di 4-0, eliminando il Bodø/Glimt con un punteggio complessivo di 5-2. Il 28 aprile, sia Kjetil Knutsen che Nuno Santos sono stati squalificati dall'UEFA per tre partite.
L'avventura nel Norgesmesterskapet 2021-2022 si è conclusa con la sconfitta in finale subita contro il Molde. Alfons Sampsted è stato il calciatore più utilizzato in stagione, a quota 55 presenze; Erik Botheim è stato invece il miglior marcatore, con le sue 23 reti.

## Maglie e sponsor
Lo sponsor tecnico per la stagione 2021 è stato Diadora, mentre lo sponsor ufficiale è stato SpareBank 1. La divisa casalinga era composta da un completo giallo ocra con rifiniture nere. Quella da trasferta era di colore verde scuro, con inserti neri e gialli.
| Casa | Trasferta |

## Rosa
| N. |                     | Ruolo | Calciatore            |
| -- | ------------------- | ----- | --------------------- |
| 2  | Norvegia (bandiera) | D     | Marius Lode           |
| 3  | Islanda (bandiera)  | D     | Alfons Sampsted       |
| 4  | Norvegia (bandiera) | D     | Marius Høibråten      |
| 5  | Norvegia (bandiera) | D     | Fredrik André Bjørkan |
| 7  | Norvegia (bandiera) | C     | Patrick Berg          |
| 8  | Nigeria (bandiera)  | A     | Victor Boniface       |
| 9  | Norvegia (bandiera) | A     | Ola Solbakken         |
| 10 | Norvegia (bandiera) | C     | Hugo Vetlesen         |
| 11 | Norvegia (bandiera) | A     | Amahl Pellegrino      |
| 11 | Svezia (bandiera)   | A     | Axel Lindahl          |
| 12 | Russia (bandiera)   | P     | Nikita Hajkin         |
| 14 | Norvegia (bandiera) | C     | Ulrik Saltnes         |
| 16 | Norvegia (bandiera) | C     | Morten Konradsen      |
| 17 | Estonia (bandiera)  | C     | Mattias Käit          |
| 17 | Tunisia (bandiera)  | A     | Sebastian Tounekti    |
| 18 | Norvegia (bandiera) | D     | Brede Moe             |
| 19 | Norvegia (bandiera) | C     | Sondre Fet            |

| N. |                        | Ruolo | Calciatore                |
| -- | ---------------------- | ----- | ------------------------- |
| 20 | Norvegia (bandiera)    | A     | Erik Botheim              |
| 21 | Norvegia (bandiera)    | D     | Vegard Kongsro            |
| 22 | Norvegia (bandiera)    | C     | Vegard Leikvoll Moberg    |
| 23 | Norvegia (bandiera)    | C     | Elias Kristoffersen Hagen |
| 24 | Norvegia (bandiera)    | A     | Lasse Nordås              |
| 26 | Norvegia (bandiera)    | D     | Sigurd Kvile              |
| 27 | Norvegia (bandiera)    | A     | Sondre Sørli              |
| 28 | Brasile (bandiera)     | A     | Pernambuco                |
| 29 | Rep. Ceca (bandiera)   | A     | Tomáš Rataj               |
| 30 | Paesi Bassi (bandiera) | P     | Joshua Smits              |
| 32 | Norvegia (bandiera)    | A     | Joel Mugisha Mvuka        |
| 41 | Norvegia (bandiera)    | P     | Magnus Brøndbo            |
| 42 | Norvegia (bandiera)    | D     | Sigurd Ekrem              |
| 43 | Norvegia (bandiera)    | D     | Brynjar Johnsplass        |
| 44 | Norvegia (bandiera)    | C     | Mats Pedersen             |
| 45 | Norvegia (bandiera)    | A     | Lukas Elijah Beck-Hansen  |
| 77 | Ghana (bandiera)       | A     | Gilbert Koomson           |

### Nuovi acquisti della sessione invernale 2022
I seguenti calciatori sono stati tesserati nel corso della sessione invernale 2022, ma contano delle presenze nel Norgesmesterskapet 2021-2022 e nella Conference League 2021-2022, pertanto vengono inseriti al solo fine statistico.
| N. |                      | Ruolo | Calciatore         |
| -- | -------------------- | ----- | ------------------ |
| 2  | Danimarca (bandiera) | D     | Japhet Sery Larsen |
| 5  | Norvegia (bandiera)  | D     | Brice Wembangomo   |
| 15 | Norvegia (bandiera)  | C     | Anders Konradsen   |

| N. |                     | Ruolo | Calciatore         |
| -- | ------------------- | ----- | ------------------ |
| 17 | Norvegia (bandiera) | C     | Gaute Høberg Vetti |
| 28 | Norvegia (bandiera) | A     | Runar Espejord     |

## Calciomercato

### Sessione invernale(dal 15/01 al 24/03)
| Arrivi | Arrivi               | Arrivi          | Arrivi        |
| R.     | Nome                 | da              | Modalità      |
| ------ | -------------------- | --------------- | ------------- |
| D      | Adan Abadala Hussein | Stjørdals-Blink | fine prestito |
| D      | Vegard Kongsro       | Ullensaker/Kisa | definitivo    |
| D      | Sigurd Kvile         | Åsane           | definitivo    |
| C      | Ask Tjærandsen-Skau  | Stjørdals-Blink | fine prestito |
| A      | Erik Botheim         |                 | svincolato    |
| A      | Axel Lindahl         | Degerfors       | definitivo    |
| A      | Pernambuco           | L'viv           | prestito      |
| A      | Sondre Sørli         | Kristiansund BK | definitivo    |

| Partenze | Partenze             | Partenze    | Partenze   |
| R.       | Nome                 | a           | Modalità   |
| -------- | -------------------- | ----------- | ---------- |
| C        | Nicklas Sundsvåg     | Fram Larvik | prestito   |
| A        | Elias Hoff Melkersen | Ranheim     | prestito   |
| A        | Philip Zinckernagel  |             | svincolato |

### Tra la sessione invernale e la sessione primaverile
| Arrivi | Arrivi | Arrivi | Arrivi   |
| R.     | Nome   | da     | Modalità |
| ------ | ------ | ------ | -------- |

| Partenze | Partenze             | Partenze        | Partenze   |
| R.       | Nome                 | a               | Modalità   |
| -------- | -------------------- | --------------- | ---------- |
| D        | Isak Amundsen        | Tromsø          | prestito   |
| D        | Aleksander Foosnæs   | Stjørdals-Blink | definitivo |
| D        | Adan Abadala Hussein | Florø           | prestito   |
| C        | Ask Tjærandsen-Skau  | Stjørdals-Blink | prestito   |
| A        | Runar Hauge          | Stjørdals-Blink | prestito   |
| A        | Kasper Junker        | Urawa Reds      | definitivo |

### Sessione primaverile(dal 29/04 al 12/05)
| Arrivi | Arrivi       | Arrivi   | Arrivi     |
| R.     | Nome         | da       | Modalità   |
| ------ | ------------ | -------- | ---------- |
| A      | Lasse Nordås | Strømmen | definitivo |
| A      | Tomáš Rataj  | Opava    | prestito   |

| Partenze | Partenze | Partenze | Partenze |
| R.       | Nome     | a        | Modalità |
| -------- | -------- | -------- | -------- |

### Sessione estiva(dal 01/08 al 31/08)
| Arrivi           | Arrivi              | Arrivi          | Arrivi        |
| R.               | Nome                | da              | Modalità      |
| ---------------- | ------------------- | --------------- | ------------- |
| A                | Gilbert Koomson     | Kasımpaşa       | definitivo    |
| A                | Joel Mugisha Mvuka  | Åsane           | definitivo    |
| A                | Amahl Pellegrino    |                 | svincolato    |
| Altre operazioni |                     |                 |               |
| R.               | Nome                | da              | Modalità      |
| C                | Ask Tjærandsen-Skau | Stjørdals-Blink | fine prestito |

| Partenze | Partenze            | Partenze  | Partenze |
| R.       | Nome                | a         | Modalità |
| -------- | ------------------- | --------- | -------- |
| C        | Ask Tjærandsen-Skau | Start     | prestito |
| A        | Axel Lindahl        | Degerfors | prestito |
| A        | Sebastian Tounekti  | Groningen | prestito |

### Dopo la sessione estiva
| Arrivi | Arrivi       | Arrivi | Arrivi     |
| R.     | Nome         | da     | Modalità   |
| ------ | ------------ | ------ | ---------- |
| C      | Mattias Käit |        | svincolato |

| Partenze | Partenze    | Partenze | Partenze      |
| R.       | Nome        | a        | Modalità      |
| -------- | ----------- | -------- | ------------- |
| A        | Tomáš Rataj | Opava    | fine prestito |

## Risultati

### Eliteserien

#### Girone di andata
| Arbitro: | Moen (Haugesund) |

|                                          |           |  |
| Botheim 8’ Saltnes 13’ Nilsen 82’ (aut.) | Marcatori |  |

| Arbitro: | Amland (Bergen) |

|  |           |                       |
|  | Marcatori | 29’ Sørli 67’ Botheim |

| Arbitro: | Steen (Bergen) |

|                    |           |                               |
| Botheim 9’ Fet 52’ | Marcatori | 23’ Holse 88’ Wiedesheim-Paul |

| Arbitro: | S. Smehus Kringstad (Oslo) |

|           |           |                      |
| Bamba 81’ | Marcatori | 67’ Berg 87’ Botheim |

| Arbitro: | Steen (Bergen) |

|                           |           |  |
| Botheim 31’ Solbakken 90’ | Marcatori |  |

| Arbitro: | Eskås (Oslo) |

|             |           |  |
| Svendsen 4’ | Marcatori |  |

| Arbitro: | Hagen (Grue) |

|                |           |  |
| Sørli 42’, 70’ | Marcatori |  |

| Arbitro: | Saggi (Drammen) |

|                   |           |               |
| Tollås Nation 67’ | Marcatori | 53’ Solbakken |

| Arbitro: | Saggi (Drammen) |

|  |           |                     |
|  | Marcatori | 51’, 78’ Omoijuanfo |

| Arbitro: | Eskås (Oslo) |

|                 |           |  |
| Ruud Tveter 51’ | Marcatori |  |

| Arbitro: | Hafsås (Trondheim) |

|                      |           |                  |
| Berg 43’ (rig.), 60’ | Marcatori | 45’, 56’ Berisha |

| Arbitro: | Hansen Grøtta |

|                                            |           |          |
| Nordås 11’ Fet 14’ Saltnes 27’ Botheim 32’ | Marcatori | 41’ Nusa |

| Arbitro: | Amland (Bergen) |

|                       |           |                           |
| Salétros 26’ Koné 67’ | Marcatori | 45’ Botheim 86’ Høibråten |

| Arbitro: | Amland (Bergen) |

|                                                                               |           |                          |
| Saltnes 6’, 15’ Solbakken 29’ Botheim 44’ Vetlesen 71’ Nordås 82’ Lindahl 84’ | Marcatori | 79’ Maigaard 89’ Valsvik |

| Arbitro: | Eskås (Oslo) |

|  |           |             |
|  | Marcatori | 78’ Botheim |

#### Girone di ritorno
| Arbitro: | Moen |

|                                 |           |  |
| Pellegrino 61’, 67’, 78’ (rig.) | Marcatori |  |

| Arbitro: | Hafsås (Trondheim) |

|                           |           |                                 |
| Kitolano 49’ Amundsen 61’ | Marcatori | 57’ Pellegrino 63’, 88’ Saltnes |

| Arbitro: | Saggi (Drammen) |

|             |           |              |
| Saltnes 32’ | Marcatori | 18’ Svendsen |

| Arbitro: | Eskås (Oslo) |

|            |           |                                    |
| Berisha 7’ | Marcatori | 67’ Moe 76’ Pellegrino 90’ Botheim |

| Arbitro: | Hagenes (Flaktveit) |

|             |           |  |
| Botheim 79’ | Marcatori |  |

| Arbitro: | Saggi (Drammen) |

|  |           |                                     |
|  | Marcatori | 54’ Botheim 62’ Bjørkan 86’ Koomson |

| Arbitro: | Aslam |

|                                  |           |              |
| Botheim 13’ Solbakken 86’ (rig.) | Marcatori | 81’ Lindseth |

| Arbitro: | Hobber Nilsen (Oslo) |

|              |           |               |
| Krasniqi 75’ | Marcatori | 13’ Solbakken |

| Arbitro: | Eskås (Oslo) |

|  |           |                            |
|  | Marcatori | 48’ Vetlesen 57’ Solbakken |

| Arbitro: | Saggi (Drammen) |

|              |           |  |
| Vetlesen 63’ | Marcatori |  |

| Arbitro: | Amland (Bergen) |

|                         |           |                   |
| Søderlund 10’ Sande 90’ | Marcatori | 76’, 87’ Vetlesen |

| Arbitro: | Hobber Nilsen (Oslo) |

|                     |           |  |
| Fet 30’ Botheim 45’ | Marcatori |  |

| Trondheim 28 novembre 2021, ore 17:00 28ª giornata | Rosenborg       | 0 – 0 referto | Bodø/Glimt | Lerkendal Stadion (10.910 spett.)\| Arbitro: \| Saggi (Drammen) \| |
| Arbitro:                                           | Saggi (Drammen) |               |            |                                                                    |

| Arbitro: | Moen (Haugesund) |

|                    |           |                        |
| Moe 4’ Saltnes 67’ | Marcatori | 79’ Wassberg 90’ Finne |

| Arbitro: | Hagen (Grue) |

|  |           |                                      |
|  | Marcatori | 2’ Botheim 4’ Pellegrino 79’ Bjørkan |

### Norgesmesterskapet
| Arbitro: | Berg |

|          |           |                                                 |
| Råde 27’ | Marcatori | 59’, 62’, 78’ (rig.) Nordås 65’ (aut.) Bjørnmyr |

| Arbitro: | Bodding |

|            |           |                                            |
| Unhjem 58’ | Marcatori | 3’ Kristoffersen Hagen 67’ Berg 72’ Nordås |

| Arbitro: | Moen |

|                 |           |                        |
| Reginiussen 87’ | Marcatori | 45’ Kvile 50’ Sampsted |

| Ålesund 6 marzo 2022, ore 18:00 Quarto turno | Aalesund         | 0 – 3 referto | Bodø/Glimt | Color Line Stadion (0 spett.)\| Arbitro: \| Moen (Haugesund) \| |
| Arbitro:                                     | Moen (Haugesund) |               |            |                                                                 |

| Arbitro: | Hagenes (Flaktveit) |

|                                                                  |           |              |
| Espejord 37’ Kristoffersen Hagen 53’ Pellegrino 87’ Boniface 90’ | Marcatori | 13’ Dragsnes |

| Arbitro: | Hobber Nilsen (Oslo) |

|                          |           |                    |
| Espejord 17’ Koomson 38’ | Marcatori | 12’ (rig.) Berisha |

| Arbitro: | Saggi (Drammen) |

|  |           |                      |
|  | Marcatori | 76’ (rig.) Mannsverk |

### Champions League
| Arbitro: | Xhaja |

|                            |           |                              |
| Botheim 45’ Pernambuco 78’ | Marcatori | 2’ Luquinhas 41’, 61’ Emreli |

| Arbitro: | Diamantopoulos |

|                           |           |  |
| Luquinhas 41’ Pekhart 90’ | Marcatori |  |

### Conference League
| Arbitro: | Ferreira |

|  |           |                                  |
|  | Marcatori | 40’ Saltnes 51’ (rig.), 54’ Berg |

| Arbitro: | Valeri |

|                                             |           |  |
| Saltnes 26’ Moe 61’ Kristoffersen Hagen 90’ | Marcatori |  |

| Arbitro: | Christofi |

|                          |           |          |
| John 44’ Lode 82’ (aut.) | Marcatori | 11’ Berg |

| Arbitro: | Høvdanum |

|                  |           |  |
| Botheim 18’, 78’ | Marcatori |  |

| Arbitro: | Reinshreiber |

|                 |           |                  |
| Kiš 7’ Diaw 90’ | Marcatori | 49’, 54’ Saltnes |

| Arbitro: | Beaton |

|               |           |  |
| Solbakken 62’ | Marcatori |  |

| Arbitro: | Higler |

|                                          |           |            |
| Saltnes 48’ Solbakken 49’ Pellegrino 60’ | Marcatori | 90’ Hromov |

| Sofia 30 settembre 2021, ore 18:45 Fase a gironi 2ª giornata | CSKA Sofia | 0 – 0 referto | Bodø/Glimt | Stadio dell'Esercito bulgaro (7.291 spett.)\| Arbitro: \| Anufrijevs \| |
| Arbitro:                                                     | Anufrijevs |               |            |                                                                         |

| Arbitro: | Palabıyık |

|                                                            |           |           |
| Botheim 8’, 52’ Berg 20’ Solbakken 71’, 80’ Pellegrino 78’ | Marcatori | 28’ Pérez |

| Arbitro: | Papapetrou |

|                            |           |                           |
| El Shaarawy 54’ Ibañez 84’ | Marcatori | 45’ Solbakken 65’ Botheim |

| Arbitro: | Frid |

|                     |           |  |
| Fet 25’ Botheim 85’ | Marcatori |  |

| Arbitro: | Jakubik |

|              |           |                     |
| Nazaryna 18’ | Marcatori | 68’ (aut.) Vernydub |

| Arbitro: | Treimanis |

|           |           |                                         |
| Maeda 79’ | Marcatori | 7’ Espejord 55’ Pellegrino 81’ Vetlesen |

| Arbitro: | Ivanov |

|                           |           |  |
| Solbakken 9’ Vetlesen 69’ | Marcatori |  |

| Arbitro: | Dabanović |

|                                     |           |               |
| Pellegrino 39’ Solbakken 90’ (rig.) | Marcatori | 73’ Aboukhlal |

| Arbitro: | Kružliak |

|                   |           |                              |
| Paulidīs 18’, 30’ | Marcatori | 26’ Pellegrino 105’ Sampsted |

| Arbitro: | Gözübüyük |

|                          |           |                |
| Saltnes 56’ Vetlesen 89’ | Marcatori | 43’ Pellegrini |

| Arbitro: | Sánchez |

|                                  |           |  |
| Abraham 5’ Zaniolo 23’, 29’, 49’ | Marcatori |  |

## Statistiche

### Statistiche di squadra
| Competizione       | Punti | In casa | In casa | In casa | In casa | In casa | In casa | In trasferta | In trasferta | In trasferta | In trasferta | In trasferta | In trasferta | Totale | Totale | Totale | Totale | Totale | Totale | DR  |
| Competizione       | Punti | G       | V       | N       | P       | Gf      | Gs      | G            | V            | N            | P            | Gf           | Gs           | G      | V      | N      | P      | Gf     | Gs     | DR  |
| ------------------ | ----- | ------- | ------- | ------- | ------- | ------- | ------- | ------------ | ------------ | ------------ | ------------ | ------------ | ------------ | ------ | ------ | ------ | ------ | ------ | ------ | --- |
| Eliteserien        | 63    | 15      | 10      | 4       | 1       | 34      | 13      | 15           | 8            | 5            | 2            | 25           | 12           | 30     | 18     | 9      | 3      | 59     | 25     | +34 |
| Norgesmesterskapet | -     | 3       | 2       | 0       | 1       | 6       | 3       | 4            | 4            | 0            | 0            | 12           | 3            | 7      | 6      | 0      | 1      | 18     | 6      | +12 |
| Champions League   | -     | 1       | 0       | 0       | 1       | 2       | 3       | 1            | 0            | 0            | 1            | 0            | 2            | 2      | 0      | 0      | 2      | 2      | 5      | -3  |
| Conference League  | -     | 9       | 9       | 0       | 0       | 23      | 4       | 9            | 2            | 5            | 2            | 14           | 14           | 18     | 11     | 5      | 2      | 37     | 18     | +19 |
| Totale             | -     | 28      | 21      | 4       | 3       | 65      | 23      | 29           | 14           | 10           | 5            | 51           | 31           | 57     | 35     | 14     | 8      | 116    | 54     | +62 |

### Andamento in campionato
| Giornata  | 1 | 2 | 3 | 4 | 5 | 6 | 7 | 8 | 9 | 10 | 11 | 12 | 13 | 14 | 15 | 16 | 17 | 18 | 19 | 20 | 21 | 22 | 23 | 24 | 25 | 26 | 27 | 28 | 29 | 30 |
| --------- | - | - | - | - | - | - | - | - | - | -- | -- | -- | -- | -- | -- | -- | -- | -- | -- | -- | -- | -- | -- | -- | -- | -- | -- | -- | -- | -- |
| Luogo     | C | T | C | T | C | T | C | T | C | T  | C  | C  | T  | C  | T  | C  | T  | C  | T  | C  | T  | C  | T  | T  | C  | T  | C  | T  | C  | T  |
| Risultato | V | V | N | V | V | P | V | N | P | P  | N  | V  | N  | V  | V  | V  | V  | N  | V  | V  | V  | V  | N  | V  | V  | N  | V  | N  | N  | V  |
| Posizione | 1 | 1 | 2 | 2 | 1 | 1 | 1 | 2 | 3 | 4  | 6  | 3  | 4  | 2  | 2  | 2  | 1  | 2  | 1  | 1  | 1  | 1  | 1  | 1  | 1  | 1  | 1  | 1  | 1  | 1  |

Fonte:  Eliteserien 2021, su altomfotball.no, Altomfotball.
Legenda:

Luogo: C = Casa; T = Trasferta. Risultato: V = Vittoria; N = Pareggio; P = Sconfitta.

### Statistiche dei giocatori
| Giocatore              | Eliteserien | Eliteserien | Eliteserien | Eliteserien | Norgesmesterskapet | Norgesmesterskapet | Norgesmesterskapet | Norgesmesterskapet | Champions League+Conference League | Champions League+Conference League | Champions League+Conference League | Champions League+Conference League | Altre coppe | Altre coppe | Altre coppe | Altre coppe | Totale   | Totale | Totale      | Totale     |
| Giocatore              | Presenze    | Reti        | Ammonizioni | Espulsioni  | Presenze           | Reti               | Ammonizioni        | Espulsioni         | Presenze                           | Reti                               | Ammonizioni                        | Espulsioni                         | Presenze    | Reti        | Ammonizioni | Espulsioni  | Presenze | Reti   | Ammonizioni | Espulsioni |
| ---------------------- | ----------- | ----------- | ----------- | ----------- | ------------------ | ------------------ | ------------------ | ------------------ | ---------------------------------- | ---------------------------------- | ---------------------------------- | ---------------------------------- | ----------- | ----------- | ----------- | ----------- | -------- | ------ | ----------- | ---------- |
| P. Berg                | 26          | 3           | 5           | 0           | 2                  | 1                  | 0                  | 0                  | 2+11                               | 0+3                                | 0                                  | 0                                  |             |             |             |             | 41       | 7      | 5           | 0          |
| F. Bjørkan             | 28          | 2           | 1           | 0           | 0                  | 0                  | 0                  | 0                  | 1+7                                | 0                                  | 0+1                                | 0                                  |             |             |             |             | 36       | 2      | 2           | 0          |
| E. Botheim             | 30          | 15          | 2           | 0           | 2                  | 0                  | 0                  | 0                  | 2+12                               | 1+7                                | 0+1                                | 0                                  |             |             |             |             | 46       | 23     | 3           | 0          |
| V. Boniface            | 1           | 0           | 0           | 0           | 3                  | 1                  | 0                  | 0                  | 0+6                                | 0                                  | 0                                  | 0                                  |             |             |             |             | 10       | 1      | 0           | 0          |
| R. Espejord            | -           | -           | -           | -           | 4                  | 2                  | 0                  | 0                  | 0+6                                | 0+1                                | 0                                  | 0                                  |             |             |             |             | 10       | 3      | 0           | 0          |
| S. Fet                 | 26          | 3           | 2           | 0           | 2                  | 0                  | 0                  | 0                  | 2+11                               | 0+1                                | 0+1                                | 0                                  |             |             |             |             | 41       | 4      | 3           | 0          |
| N. Hajkin              | 29          | -23         | 1           | 0           | 4                  | -4                 | 1                  | 0                  | 2+17                               | -5+-18                             | 0+5                                | 0                                  |             |             |             |             | 52       | -50    | 7           | 0          |
| G. Høberg Vetti        | -           | -           | -           | -           | 4                  | 0                  | 0                  | 0                  | 0                                  | 0                                  | 0                                  | 0                                  |             |             |             |             | 4        | 0      | 0           | 0          |
| M. Høibråten           | 23          | 1           | 1           | 0           | 6                  | 0                  | 1                  | 0                  | 2+15                               | 0                                  | 0+3                                | 0                                  |             |             |             |             | 46       | 1      | 5           | 0          |
| M. Käit                | 0           | 0           | 0           | 0           | 1                  | 0                  | 0                  | 0                  | 0                                  | 0                                  | 0                                  | 0                                  |             |             |             |             | 1        | 0      | 0           | 0          |
| V. Kongsro             | 2           | 0           | 1           | 0           | 2                  | 0                  | 0                  | 0                  | 0+1                                | 0                                  | 0                                  | 0                                  |             |             |             |             | 5        | 0      | 1           | 0          |
| A. Konradsen           | -           | -           | -           | -           | 2                  | 0                  | 0                  | 0                  | 0                                  | 0                                  | 0                                  | 0                                  |             |             |             |             | 2        | 0      | 0           | 0          |
| M. Konradsen           | 19          | 0           | 1           | 0           | 3                  | 0                  | 0                  | 0                  | 1+12                               | 0                                  | 0                                  | 1+0                                |             |             |             |             | 35       | 0      | 1           | 1          |
| E. Kristoffersen Hagen | 17          | 0           | 2           | 0           | 6                  | 2                  | 1                  | 0                  | 1+13                               | 0+1                                | 0                                  | 0                                  |             |             |             |             | 37       | 3      | 3           | 0          |
| V. Leikvoll Moberg     | 0           | 0           | 0           | 0           | 3                  | 0                  | 0                  | 0                  | 0+3                                | 0                                  | 0                                  | 0                                  |             |             |             |             | 6        | 0      | 0           | 0          |
| A. Lindahl             | 10          | 1           | 2           | -           | 2                  | 0                  | 0                  | 0                  | 1+2                                | 0                                  | 0                                  | 0                                  |             |             |             |             | 15       | 1      | 2           | 0          |
| M. Lode                | 21          | 0           | 3           | 0           | 0                  | 0                  | 0                  | 0                  | 2+12                               | 0                                  | 0+2                                | 0                                  |             |             |             |             | 35       | 0      | 5           | 0          |
| B. Moe                 | 24          | 2           | 2           | 0           | 2                  | 0                  | 0                  | 0                  | 2+17                               | 0+1                                | 1+1                                | 0                                  |             |             |             |             | 45       | 3      | 4           | 0          |
| L. Nordås              | 11          | 2           | 0           | 0           | 3                  | 4                  | 0                  | 0                  | 2+5                                | 0                                  | 0                                  | 0                                  |             |             |             |             | 21       | 6      | 0           | 0          |
| A. Pellegrino          | 15          | 6           | 3           | -           | 3                  | 1                  | 0                  | 0                  | 0+13                               | 0+5                                | 0+1                                | 0                                  |             |             |             |             | 31       | 12     | 4           | 0          |
| U. Saltnes             | 23          | 8           | 2           | 0           | 4                  | 0                  | 0                  | 0                  | 2+15                               | 0+6                                | 0+3                                | 0                                  |             |             |             |             | 44       | 14     | 5           | 0          |
| A. Sampsted            | 29          | 0           | 1           | 0           | 6                  | 1                  | 0                  | 0                  | 2+18                               | 0+1                                | 0+3                                | 0                                  |             |             |             |             | 55       | 2      | 4           | 0          |
| J. Sery Larsen         | -           | -           | -           | -           | 1                  | 0                  | 0                  | 0                  | 0+3                                | 0                                  | 0                                  | 0                                  |             |             |             |             | 4        | 0      | 0           | 0          |
| J. Smits               | 1           | -2          | 0           | 0           | 2                  | -2                 | 0                  | 0                  | 0+1                                | 0                                  | 0                                  | 0                                  |             |             |             |             | 4        | -4     | 0           | 0          |
| O. Solbakken           | 26          | 6           | 2           | 0           | 3                  | 0                  | 1                  | 0                  | 0+15                               | 0+7                                | 0+2                                | 0                                  |             |             |             |             | 44       | 13     | 5           | 0          |
| S. Tounekti            | 5           | 0           | 0           | 0           | 2                  | 0                  | 0                  | 0                  | 2+2                                | 0                                  | 1+0                                | 0                                  |             |             |             |             | 11       | 0      | 1           | 0          |
| H. Vetlesen            | 27          | 5           | 2           | 0           | 6                  | 0                  | 2                  | 0                  | 2+17                               | 0+3                                | 0+3                                | 0                                  |             |             |             |             | 52       | 8      | 7           | 0          |
| B. Wembangomo          | -           | -           | -           | -           | 3                  | 0                  | 1                  | 0                  | 0+6                                | 0                                  | 0+2                                | 0                                  |             |             |             |             | 9        | 0      | 3           | 0          |